# Скрипка пионера
«Скрипка пионера» — советский рисованный мультипликационный фильм 1971 года, снятый режиссёром Борисом Степанцевым. Мультфильм посвящён событиям Великой Отечественной войны и повествует о подвиге юного пионера.

## Прообраз
Хотя и не подтверждено официально, но мультфильм, вероятно, был вдохновлён гибелью пионера-героя Муси Пинкензона, который вместе со своей семьёй был расстрелян немцами в ноябре 1942 года — перед казнью 11-летний Пинкензон заиграл на своей скрипке «Интернационал», за что был тут же убит на месте.

## Сюжет
Нашествие немецких захватчиков сопровождается лейтмотивом популярной в Германии песенки «Ах, мой милый Августин», которую наигрывает на губной гармошке немецкий пулемётчик на башне танка, который, угрожая оружием, пытается заставить юного патриота подыграть ему на скрипке. В ответ на это пионер начинает играть «Интернационал» и погибает, сражённый пулемётной очередью фашиста.
В конце фильма советские пионеры склоняют свои головы в память о юном герое-музыканте.

## Тематические показы
- 2008 — показ в проекте «КИНОТЕАТР.DOC» на сеансе «Архив: Советские мультфильмы 1960-80-х годов о Великой Отечественной войне»[7].
- 2015 — Кинопоказ мая в галерее «Нагорная» — Тема показа: Мультипликация и война, пионеры-герои. Аудитория — подготовительная группа детского сада и младшие школьники[8].